# Leonard Patrick Komon
Leonard Patrick Komon (* 10. ledna 1988, Mt. Elgon) je keňský běžec, soutěžící ve vytrvalostních bězích na dlouhé vzdálenosti (na dráze, na silnici i v krosu). Dne 26. září 2010 se v nizozemském Utrechtu při mítinku ABN AMRO Singelloop stal světovým rekordmanem v běhu na 10 kilometrů na silnici, když jako první vytrvalec v historii pokořil hranici 27 minut časem 26:44 min.
Další světový rekord Komon pokořil dne 21. listopadu 2010, když v Nijmegenu zaběhl silničních 15 kilometrů v čase 41:13 minut a překonal tak stávající světový rekord o 16 sekund.

## Osobní rekordy
- 3000 metrů - 7:33.27 min (2009)
- 2 míle - 8:22.57 min (2007)
- 5000 metrů - 12:58.24 min (2006)
- 10,000 metrů - 26:57.08 min (2008)
- 10 kilometrů silnice - 26:44 min (SR, 2010)
- 15 kilometrů silnice - 41:13 min (SR, 2010)